# Walkin' In My Lane
『Walkin' In My Lane』（ウォーキン・イン・マイ・レーン）は、2022年5月25日にエスエムイーレコーズからリリースされたmiletの1stシングル。

## 概要
デビュー4年目にして初となるシングル。表題曲はフジテレビ系 木曜劇場『やんごとなき一族』主題歌。

### 仕様
「通常盤」「初回生産限定盤A」「初回生産限定盤B」の3形態で発売。

## チャート成績
2022年6月6日付のオリコン週間ランキングでは初動約7千枚を売り上げ、週間10位にランクインした。

## ミュージック・ビデオ
2022年4月29日に公開。2023年4月現在1090万回以上再生されている。

## 収録曲
1. Walkin' In My Lane
作詞・作曲：milet・Ryosuke“Dr.R”Sakai
  - フジテレビ系 木曜劇場『やんごとなき一族』主題歌
2. Love When I Cry
作詞：milet／作曲：milet・TomoLow
3. ' My Dreams Are Made of Hell'
作詞・作曲：milet・Ryosuke“Dr.R”Sakai

初回限定盤付属Blu-rey / DVD「milet 1st tour SEVENTH HEAVEN」ライブ映像
1. Again and Again
2. Diving Board
3. 航海前夜
4. Who I Am
5. inside you
6. Dome
7. Fire Arrow
8. Waterfall
9. checkmate
10. One Touch
11. Wake Me Up
12. Prover
13. Somebody
14. On the Edge
15. us
16. Fine Line
17. You & I
18. Ordinary days (EC)
19. The Love We've Made (EC)
20. Grab the air (EC)

## テレビ演奏
- 2022年5月2日 - TBS系「CDTVライブ!ライブ!」[3]
- 2022年5月20日 - 日本テレビ系「バズリズム02」[4]
- 2022年5月27日 - テレビ朝日系「ミュージックステーション」[5]
- 2022年6月4日 - NHK総合「Venue101」[6]
- 2022年12月7日 - フジテレビ系「2022FNS歌謡祭」第1夜[7]
- 2023年1月1日 - TBS系「CDTVライブ!ライブ!年越しスペシャル!2022→2023」（2023年 踊り始め!最強ダンスメドレーコーナー）[8]